# Gran Premio motociclistico di Gran Bretagna 1996
Il Gran Premio motociclistico di Gran Bretagna 1996 fu il nono appuntamento del motomondiale 1996. Si svolse il 21 luglio sul circuito di Donington Park e vide la vittoria di Mick Doohan su Honda nella classe 500, di Max Biaggi nella classe 250, di Stefano Perugini nella classe 125, dell'equipaggio Darren Dixon-Andy Hetherington nella classe sidecar e di William Costes per il Thunderbike Trophy.

## Classe 500

### Arrivati al traguardo
| Pos. | Nº | Pilota          | Squadra                 | Motocicletta | Giri | Tempo     | Griglia | Punti |
| ---- | -- | --------------- | ----------------------- | ------------ | ---- | --------- | ------- | ----- |
| 1    | 1  | Mick Doohan     | Repsol Honda            | Honda        | 30   | 47:11.135 | 1       | 25    |
| 2    | 4  | Àlex Crivillé   | Repsol Honda            | Honda        | 30   | +3.319    | 7       | 20    |
| 3    | 9  | Norifumi Abe    | Marlboro Yamaha Roberts | Yamaha       | 30   | +9.635    | 6       | 16    |
| 4    | 6  | Tadayuki Okada  | Repsol Honda            | Honda        | 30   | +9.781    | 9       | 13    |
| 5    | 11 | Scott Russell   | Lucky Strike Suzuki     | Suzuki       | 30   | +10.411   | 12      | 11    |
| 6    | 65 | Loris Capirossi | Marlboro Yamaha Rainey  | Yamaha       | 30   | +24.825   | 2       | 10    |
| 7    | 7  | Alex Barros     | Honda Pileri            | Honda        | 30   | +32.182   | 4       | 9     |
| 8    | 8  | Juan Borja      | Elf 500 Roc             | Elf 500      | 30   | +32.699   | 14      | 8     |
| 9    | 3  | Luca Cadalora   | Kanemoto Honda          | Honda        | 30   | +33.620   | 10      | 7     |
| 10   | 41 | Shin'ichi Itō   | Repsol Honda            | Honda        | 30   | +40.040   | 8       | 6     |
| 11   | 17 | Alberto Puig    | Fortuna-Honda-Pons      | Honda        | 30   | +45.832   | 13      | 5     |
| 12   | 24 | Carlos Checa    | Fortuna-Honda-Pons      | Honda        | 30   | +46.349   | 11      | 4     |
| 13   | 18 | James Haydon    | W.C.M.                  | ROC Yamaha   | 30   | +1:22.245 | 22      | 3     |
| 14   | 27 | Frédéric Protat | Soverex FP Racing       | ROC Yamaha   | 30   | +1:24.783 | 19      | 2     |
| 15   | 22 | Lucio Pedercini | Team Pedercini          | ROC Yamaha   | 30   | +1:38.843 | 17      | 1     |
| 16   | 44 | Chris Walker    | Elf 500 Roc             | Elf 500      | 29   | +1 giro   | 21      |       |
| 17   | 23 | Eugene McManus  | Millar Racing           | Yamaha       | 29   | +1 giro   | 18      |       |

### Ritirati
| Nº | Pilota              | Squadra                 | Motocicletta  | Giri | Griglia |
| -- | ------------------- | ----------------------- | ------------- | ---- | ------- |
| 51 | Jean Pierre Jeandat | Team Paton              | Paton         | 23   | 23      |
| 10 | Kenny Roberts Jr    | Marlboro Yamaha Roberts | Yamaha        | 9    | 3       |
| 96 | Paul Young          | Padgetts Racing         | Harris Yamaha | 7    | 24      |
| 12 | Jean-Michel Bayle   | Marlboro Yamaha Roberts | Yamaha        | 5    | 5       |
| 26 | Terry Rymer         | Lucky Strike Suzuki     | Suzuki        | 3    | 15      |
| 13 | Jeremy McWilliams   | Qub Team Optimum        | ROC Yamaha    | 1    | 16      |

### Non partito
| Nº | Pilota      | Squadra           | Motocicletta  | Griglia |
| -- | ----------- | ----------------- | ------------- | ------- |
| 19 | Sean Emmett | Harris Grand Prix | Harris Yamaha | 20      |

## Classe 250

### Arrivati al traguardo
| Pos. | Nº | Pilota               | Squadra                  | Motocicletta | Giri | Tempo     | Griglia | Punti |
| ---- | -- | -------------------- | ------------------------ | ------------ | ---- | --------- | ------- | ----- |
| 1    | 1  | Max Biaggi           | Chesterfield Aprilia     | Aprilia      | 27   | 43:04.272 | 2       | 25    |
| 2    | 3  | Ralf Waldmann        | HB Honda Germany         | Honda        | 27   | +4.637    | 3       | 20    |
| 3    | 19 | Olivier Jacque       | Chesterfield Elf Tech 3  | Honda        | 27   | +15.054   | 1       | 16    |
| 4    | 11 | Jürgen Fuchs         | HB Honda Germany         | Honda        | 27   | +29.396   | 6       | 13    |
| 5    | 10 | Tōru Ukawa           | Benetton Honda           | Honda        | 27   | +38.724   | 9       | 11    |
| 6    | 26 | Takeshi Tsujimura    | F.C.C. Technical Sports  | Honda        | 27   | +41.050   | 12      | 10    |
| 7    | 55 | Régis Laconi         | Tecmas Grand Prix        | Honda        | 27   | +46.474   | 16      | 9     |
| 8    | 6  | Nobuatsu Aoki        | Rheos Molenaar Racing    | Honda        | 27   | +49.074   | 7       | 8     |
| 9    | 8  | Cristiano Migliorati | Axo San Patrignano       | Honda        | 27   | +1:02.178 | 18      | 7     |
| 10   | 14 | Eskil Suter          | Mohag Aprilia            | Aprilia      | 27   | +1:11.386 | 10      | 6     |
| 11   | 16 | Sete Gibernau        | Axo San Patrignano       | Honda        | 27   | +1:17.734 | 26      | 5     |
| 12   | 29 | Osamu Miyazaki       | Edo Racing               | Aprilia      | 27   | +1:18.410 | 21      | 4     |
| 13   | 66 | Alessandro Antonello | FGF Guidotti             | Aprilia      | 27   | +1:18.498 | 19      | 3     |
| 14   | 28 | Cristophe Cogan      | Team AJP                 | Honda        | 27   | +1:19.478 | 24      | 2     |
| 15   | 25 | Davide Bulega        | Team Italia              | Aprilia      | 27   | +1:19.660 | 27      | 1     |
| 16   | 88 | Scott Smart          | Scott Smart Racing       | Honda        | 27   | +1:30.237 | 29      |       |
| 17   | 84 | Steve Sawford        | Total Aprilia SS Enginee | Aprilia      | 26   | +1 giro   | 25      |       |
| 18   | 23 | Christian Boudinot   | Promoto Sport            | Aprilia      | 26   | +1 giro   | 28      |       |
| 19   | 96 | José Barresi         | Marlboro Venemotos       | Yamaha       | 25   | +2 giri   | 32      |       |

### Ritirati
| Nº | Pilota                   | Squadra                 | Motocicletta | Giri | Griglia |
| -- | ------------------------ | ----------------------- | ------------ | ---- | ------- |
| 5  | Jean-Philippe Ruggia     | Chesterfield Elf Tech 3 | Honda        | 25   | 4       |
| 7  | Luis d'Antín             | MX Onda-S.S.P. Comp.    | Honda        | 18   | 8       |
| 34 | Marcellino Lucchi        | Nastro Azzurro Aprilia  | Aprilia      | 12   | 13      |
| 15 | Gianluigi Scalvini       | Team Pileri             | Honda        | 12   | 22      |
| 41 | Jamie Robinson           | Docshop Racing          | Aprilia      | 6    | 20      |
| 20 | Luca Boscoscuro          | Scuderia AGV            | Aprilia      | 6    | 15      |
| 86 | Jason Vincent            | Padgetts Motor Cycles   | Honda        | 3    | 23      |
| 12 | Jurgen van den Goorbergh | M.Q.P. Racing           | Honda        | 2    | 14      |
| 9  | Yasumasa Hatakeyama      | F.C.C. T.S. Penguin     | Honda        | 1    | 17      |
| 22 | Oliver Petrucciani       | Mohag Aprilia           | Aprilia      | 0    | 11      |

### Non partiti
| Nº | Pilota         | Squadra                | Motocicletta | Griglia |
| -- | -------------- | ---------------------- | ------------ | ------- |
| 31 | Tetsuya Harada | Marlboro Yamaha Rainey | Yamaha       | 5       |
| 37 | Oscar Sainz    | PR2 Aprilia YPF-Esco   | Aprilia      | 30      |
| 85 | Lee Dickinson  | Padgetts Team Galeman  | Honda        | 31      |

## Classe 125

### Arrivati al traguardo
| Pos. | Nº | Pilota            | Squadra                 | Motocicletta | Giri | Tempo     | Griglia | Punti |
| ---- | -- | ----------------- | ----------------------- | ------------ | ---- | --------- | ------- | ----- |
| 1    | 6  | Stefano Perugini  | Nastro Azzurro Aprilia  | Aprilia      | 26   | 43:41.678 | 3       | 25    |
| 2    | 7  | Masaki Tokudome   | Ditter Plastic          | Aprilia      | 26   | +2.653    | 1       | 20    |
| 3    | 8  | Tomomi Manako     | UGT Europa              | Honda        | 26   | +6.624    | 11      | 16    |
| 4    | 55 | Jorge Martínez    | Airtel-Aspar            | Aprilia      | 26   | +15.610   | 2       | 13    |
| 5    | 2  | Kazuto Sakata     | Krona-Aprilia           | Aprilia      | 26   | +17.576   | 18      | 11    |
| 6    | 12 | Noboru Ueda       | Docshop Racing          | Honda        | 26   | +18.792   | 4       | 10    |
| 7    | 14 | Yoshiaki Katō     | Yamaha Kurz             | Yamaha       | 26   | +19.115   | 10      | 9     |
| 8    | 1  | Haruchika Aoki    | Rheos Molenaar Racing   | Honda        | 26   | +20.757   | 5       | 8     |
| 9    | 13 | Lucio Cecchinello | Honda Team GP3          | Honda        | 26   | +23.746   | 14      | 7     |
| 10   | 19 | Yōichi Ui         | Yamaha Kurz             | Yamaha       | 26   | +31.568   | 17      | 6     |
| 11   | 10 | Peter Öttl        | Marlboro-Aprilia-Eckl   | Aprilia      | 26   | +32.210   | 16      | 5     |
| 12   | 26 | Ivan Goi          | Cepsa Effeuno Matteoni  | Honda        | 26   | +33.424   | 19      | 4     |
| 13   | 17 | Darren Barton     | Ditter Plastic          | Aprilia      | 26   | +41.452   | 12      | 3     |
| 14   | 72 | Garry McCoy       | Scuderia Alfa Bieffe    | Aprilia      | 26   | +43.091   | 26      | 2     |
| 15   | 11 | Herri Torrontegui | Axo San Patrignano      | Honda        | 26   | +48.544   | 22      | 1     |
| 16   | 27 | Gabriele Debbia   | Biesse Semprucci Debbia | Yamaha       | 26   | +49.859   | 23      |       |
| 17   | 37 | Paolo Tessari     | Team Pileri             | Honda        | 26   | +51.142   | 25      |       |
| 18   | 24 | Jaroslav Huleš    | Team Pileri             | Honda        | 26   | +53.440   | 15      |       |
| 19   | 21 | Andrea Ballerini  | Team Italia             | Aprilia      | 26   | +1:07.294 | 27      |       |
| 20   | 15 | Manfred Geissler  | Marlboro-Aprilia-Eckl   | Aprilia      | 26   | +1:16.420 | 21      |       |
| 21   | 88 | Ángel Nieto Jr    | Airtel-Aspar            | Aprilia      | 26   | +1:16.921 | 32      |       |
| 22   | 86 | Chris Palmer      | Lee Rumney Racing       | Honda        | 25   | +1 giro   | 28      |       |
| 23   | 83 | Robin Appleyard   | Colin Appleyard Racing  | Honda        | 25   | +1 giro   | 29      |       |
| 24   | 84 | Pete Jennings     | Knotts Racing           | Honda        | 25   | +1 giro   | 31      |       |

### Ritirati
| Nº | Pilota          | Squadra                  | Motocicletta | Giri | Griglia |
| -- | --------------- | ------------------------ | ------------ | ---- | ------- |
| 46 | Valentino Rossi | Scuderia AGV             | Aprilia      | 24   | 9       |
| 23 | Frédéric Petit  | Team RMS                 | Honda        | 21   | 13      |
| 4  | Akira Saito     | Docshop Racing           | Honda        | 17   | 8       |
| 35 | Loek Bodelier   | Mobil 1-TNT-LB Racing    | Honda        | 15   | 24      |
| 3  | Emilio Alzamora | Cepsa Effeuno Matteoni   | Honda        | 10   | 7       |
| 36 | Josep Sarda     | Mobil 1-TNT-LB Racing    | Honda        | 2    | 20      |
| 5  | Dirk Raudies    | HB Team Raudies          | Honda        | 0    | 6       |
| 85 | Fernando Mendes | Padgetts Belstaff Racing | Honda        | 0    | 30      |

## Classe sidecar
L'equipaggio Darren Dixon-Andy Hetherington ottiene la terza vittoria consecutiva distanziando notevolmente tutti i concorrenti. Salgono sul podio anche Rolf Biland-Kurt Waltisperg, che partivano dalla pole, e Steve Webster-David James.
In classifica Dixon è al comando con 95 punti; lo seguono Webster a 68, Güdel a 64 e Biland a 53.

### Arrivati al traguardo
Fonte:
| Pos | Pilota             | Passeggero         | Sidecar    | Giri | Tempo     | Punti |
| --- | ------------------ | ------------------ | ---------- | ---- | --------- | ----- |
| 1   | Darren Dixon       | Andy Hetherington  | Windle-ADM | 26   | 42'24"323 | 25    |
| 2   | Rolf Biland        | Kurt Waltisperg    | LCR-BRM    | 26   | +22"651   | 20    |
| 3   | Steve Webster      | David James        | LCR-ADM    | 26   | +23"048   | 16    |
| 4   | Yoshisada Kumagaya | Trevor Hopkinson   | LCR-BRM    | 26   | +54"183   | 13    |
| 5   | Derek Brindley     | Paul Hutchinson    | LCR-BRM    | 26   | +1'03"183 | 11    |
| 6   | Paul Güdel         | Charly Güdel       | LCR-BRM    | 26   | +1'04"913 | 10    |
| 7   | Markus Bösiger     | Jürg Egli          | LCR-ADM    | 25   | +1 giro   | 9     |
| 8   | Mark Reddington    | Trevor Crone       | LCR-ADM    | 25   | +1 giro   | 8     |
| 9   | Markus Schlosser   | Thomas Herzog      | LCR-BRM    | 25   | +1 giro   | 7     |
| 10  | Benny Janssen      | Adolf Hänni        | LCR-ADM    | 25   | +1 giro   | 6     |
| 11  | Markus Neumann     | Siegfried Zillmann | LCR-ADM    | 25   | +1 giro   | 5     |
| 12  | Kevin Webster      | Rob McIntosh       | LCR-ADM    | 25   | +1 giro   | 4     |
| 13  | Brian Gray         | Douglas Jewell     | LCR-ADM    | 24   | +2 giri   | 3     |
| 14  | Stuart Muldoon     | Chris Gusman       | LCR-Yamaha | 21   | +5 giri   | 2     |

## Thunderbike Trophy
Fonte: Thunderbike Trophy 1996 - Donington, su classic.autosport.com (archiviato dall'url originale il 10 febbraio 2019).

### Arrivati al traguardo
| Pos. | Nº | Pilota               | Motocicletta | Giri | Tempo     | Punti |
| ---- | -- | -------------------- | ------------ | ---- | --------- | ----- |
| 1    | 20 | William Costes       | Honda        | 21   | 35:22.844 | 25    |
| 2    | 3  | Stéphane Mertens     | Honda        | 21   | +2.995    | 20    |
| 3    | 10 | Eric Mahé            | Yamaha       | 21   | +3.196    | 16    |
| 4    | 14 | Iain MacPherson      | Honda        | 21   | +11.370   | 13    |
| 5    | 11 | Rubén Xaus           | Honda        | 21   | +12.269   | 11    |
| 6    | 65 | Mike Edwards         | Honda        | 21   | +19.892   | 10    |
| 7    | 23 | José Oriol Fernández | Yamaha       | 21   | +20.617   | 9     |
| 8    | 51 | Johnny Verwijst      | Yamaha       | 21   | +25.305   | 8     |
| 9    | 5  | Mario Innamorati     | Bimota       | 21   | +27.080   | 7     |
| 10   | 68 | Phillip McCallen     | Honda        | 21   | +41.974   | 6     |
| 11   | 18 | David Rouge          | Honda        | 21   | +42.052   | 5     |
| 12   | 7  | Wilco Zeelenberg     | Honda        | 21   | +42.346   | 4     |
| 13   | 70 | Paul Brown           | Yamaha       | 21   | +42.812   | 3     |
| 14   | 67 | Iain Duffus          | Honda        | 21   | +47.880   | 2     |
| 15   | 2  | Yves Briguet         | Honda        | 21   | +53.551   | 1     |
| 16   | 69 | Andy Pallot          | Yamaha       | 21   | +54.874   |       |
| 17   | 25 | Phil Borley          | Kawasaki     | 21   | +56.316   |       |
| 18   | 71 | John Crawford        | Kawasaki     | 21   | +1:26.858 |       |
| 19   | 29 | Árpád Harmati        | Honda        | 21   | +1:42.709 |       |
| 20   | 12 | Franky Heidger       | Honda        | 20   | +1 giro   |       |

### Ritirati
| Nº | Pilota                    | Motocicletta | Giri |
| -- | ------------------------- | ------------ | ---- |
| 1  | Stefan Scheschowitsch     | Kawasaki     | 17   |
| 22 | Gregorio Lavilla          | Yamaha       | 10   |
| 15 | Bernard Garcia            | Honda        | 9    |
| 21 | Philippe Pinchedez        | Honda        | 6    |
| 16 | Marc Garcia               | Honda        | 6    |
| 17 | Pere Riba                 | Honda        | 5    |
| 30 | José María Martín Vázquez | Honda        | 5    |
| 6  | Enrique de Juan           | Kawasaki     | 4    |
| 66 | Dave Heal                 | Honda        | 3    |